# Coppa di Croazia (pallavolo maschile)
La Coppa di Croazia è una competizione pallavolistica maschile croata, organizzata annualmente dalla Federazione pallavolistica della Croazia.

## Albo d'oro
| Edizione         | Edizione          | Podio           | Podio                                     | Podio           |
| Anno             | Sede della finale | Campione        | Risultato                                 | Finalista       |
| ---------------- | ----------------- | --------------- | ----------------------------------------- | --------------- |
| 1993 Dettagli    | -                 | HAOK Mladost    | -                                         | Mursa Osijek    |
| 1994 Dettagli    | -                 | HAOK Mladost    | -                                         | Varaždin        |
| 1995 Dettagli    | -                 | HAOK Mladost    | -                                         | Mursa Osijek    |
| 1996 Dettagli    | -                 | HAOK Mladost    | -                                         | Akademičar      |
| 1997 Dettagli    | -                 | HAOK Mladost    | -                                         | Akademičar      |
| 1998 Dettagli    | -                 | HAOK Mladost    | -                                         | Domaljevac      |
| 1999 Dettagli    | -                 | Mladost Kaštela | -                                         | Rijeka          |
| 2000 Dettagli    | -                 | HAOK Mladost    | -                                         | Mladost Kaštela |
| 2001 Dettagli    | -                 | HAOK Mladost    | -                                         | Karlovac        |
| 2002 Dettagli    | -                 | HAOK Mladost    | -                                         | Mursa Osijek    |
| 2003 Dettagli    | -                 | HAOK Mladost    | -                                         | Varaždin        |
| 2004 Dettagli    | -                 | HAOK Mladost    | -                                         | Rijeka          |
| 2005 Dettagli    | -                 | HAOK Mladost    | -                                         | Karlovac        |
| 2006 Dettagli    | -                 | HAOK Mladost    | -                                         | Varaždin        |
| 2007 Dettagli    | -                 | Varaždin        | -                                         | Zagreb          |
| 2008 Dettagli    | -                 | HAOK Mladost    | -                                         | Karlovac        |
| 2009 Dettagli    | Varaždin          | HAOK Mladost    | 3 - 0 (25-23, 25-19, 25-20)               | Varaždin        |
| 2010 Dettagli    | Castelli          | Mladost Kaštela | 3 - 2 (27-25, 25-19, 22-25, 27-29, 15-7)  | HAOK Mladost    |
| 2011 Dettagli    | Osijek            | Mursa Osijek    | 3 - 0 (28-26, 25-20, 25-17)               | Mladost Kaštela |
| 2012 Dettagli    | Rovigno           | Rovinj          | 3 - 1 (14-25, 25-18, 25-21, 27-25)        | Mladost Kaštela |
| 2013 Dettagli    | Rovigno           | HAOK Mladost    | 3 - 0 (27-25, 25-15, 25-12)               | Rijeka          |
| 2014 Dettagli    | Rovigno           | HAOK Mladost    | 3 - 1 (25-17, 23-25, 25-23, 25-22)        | Mladost Kaštela |
| 2015 Dettagli    | Zagabria          | HAOK Mladost    | 3 - 2 (19-25, 19-25, 25-21, 25-20, 15-9)  | Mladost Kaštela |
| 2016 Dettagli    | Castelli          | HAOK Mladost    | 3 - 2 (25-23, 25-17, 14-25, 23-25, 15-13) | Mladost Kaštela |
| 2017-18 Dettagli | Castelli          | Mladost Kaštela | 3 - 0 (27-25, 25-20, 25-21)               | Rijeka          |
| 2018-19 Dettagli | Rovigno           | HAOK Mladost    | 3 - 0 (25-19, 25-22, 25-12)               | Mladost Kaštela |
| 2019-20 Dettagli | Zara              | HAOK Mladost    | 3 - 2 (23-25, 25-19, 19-25, 25-22, 15-12) | Mursa Osijek    |
| 2020-21 Dettagli | Osijek            | Mursa Osijek    | 3 - 1 (17-25, 25-23, 25-20, 25-22)        | Mladost Kaštela |
| 2021-22 Dettagli | Osijek            | HAOK Mladost    | 3 - 1 (25-12, 25-19, 16-25, 33-31)        | Mursa Osijek    |
| 2022-23 Dettagli | Zagabria          | Mursa Osijek    | 3 - 2 (25-19, 27-25, 22-25, 22-25, 15-11) | HAOK Mladost    |
| 2023-24 Dettagli | Vinkovci          | HAOK Mladost    | 3 - 1 (25-20, 25-19, 31-33, 25-20)        | Mursa Osijek    |

## Palmarès
| Squadra         | Titoli | Stagione |
| --------------- | ------ | --- |
| HAOK Mladost    | 23     | 1993, 1994, 1995, 1996, 1997, 1998, 2000, 2001, 2002, 2003, 2004, 2005, 2006, 2008, 2009, 2013, 2014, 2015, 2016, 2018-19, 2019-20, 2021-22, 2023-24 |
| Mladost Kaštela | 3      | 1999, 2010, 2017-18 |
| Mursa Osijek    | 3      | 2011, 2020-21, 2022-23 |
| Varaždin        | 1      | 2007 |
| Rovinj          | 1      | 2012 |